# Marie-Thérèse Figueur
Marie-Thérèse Figueur (Talmay, 17 januari 1774 – Parijs, 16 januari 1861) was een Franse soldaat. Ze vocht zowel met als tegen de revolutionairen en in de napoleontische oorlogen.

## Biografie

### Vroege jaren
Marie-Thérèse Figueur werd geboren in een dorp in de omgeving van Dijon en werd al op negenjarige leeftijd een wees. Hierop kwam ze terecht bij haar oom die als officier diende bij de Franse infanterie. Na de Franse Revolutie vocht Figueur samen met haar oom aan de kant van de royalisten. Ze wist zich meteen te onderscheiden in de strijd als een onverschrokken soldaat, maar ook als iemand die zich niks aantrok van de sociale conventies. In het leger verkreeg ze ook de bijnaam Madame Sans-Gêne.

### In revolutionaire dienst
Het royalistische leger waar Figueur in vocht werd verslagen door de revolutionairen en nadat ze een tijdje in gevangenschap had gezeten meldde ze zich aan voor het revolutionaire leger. Vervolgens was ze als cavaleriesoldaat aanwezig bij het Beleg van Toulon waar ze gewond raakte. Na de slag werd haar onderdeel naar Castres gestuurd waar ze een training volgde tot dragonder. Figueur diende vervolgens in het Leger van de Oostelijke Pyreneeën waarmee ze tegen de Spanjaarden vocht in de Pyreneeënoorlog.
In 1796 huwde ze met een soldaat die bij de Franse huzaren zat. Toen hij weer onder de wapenen werd geroepen ging Figueur samen met hem het leger in, onder de naam Sansgene. Ze was betrokken bij de invasie van Zwitserland en in 1799 werd ze naar Italië gestuurd waar ze in de Slag bij Genola vocht.

### Soldaat in de Grande Armée
Figueur kreeg in 1800 toestemming om met pensioen te gaan en ze kreeg een toelage van 200 francs. Ze genoot niet lang van haar pensioen en meldde zich in 1802 weer aan bij het leger. Ze had voor korte tijd een betrekking als bediende voor Hortense de Beauharnais, maar keerde terug naar haar eenheid. Vervolgens vocht ze mee in de militaire campagnes in Duitsland en Spanje. In het Beleg van Burgos werd ze door de Engelsen gevangen genomen en getransporteerd naar Engeland. Ze kon pas in 1814 terugkeren naar Frankrijk toen Napoleon was verslagen.
Ze diende weer onder Napoleon in de Honderd Dagen, maar miste de Slag bij Waterloo. Wel diende ze als brancardier bij de laatste gevechten rondom Parijs in 1815.

### Latere leven
Na de oorlog opende Figueur een restaurant en huwde ze met een oude jeugdvriend waarvan ze had gedacht dat die al enige jaren dood was. In 1842 schreef ze een autobiografie en in 1861 overleed ze op 86-jarige leeftijd.
- Library of Congress Control Number: nr97018206
- Système universitaire de documentation: 154108499
- Virtual International Authority File: 68961374